# Wapienniki (Nakło Śląskie)
Wapienniki (Wapienniki Śląskie, niem. Koschützki´sches Kalkwerk) – część wsi Nakło Śląskie w Polsce, położona w województwie śląskim, w powiecie tarnogórskim, w gminie Świerklaniec.
W latach 1975–1998 Wapienniki administracyjnie należały do województwa katowickiego.

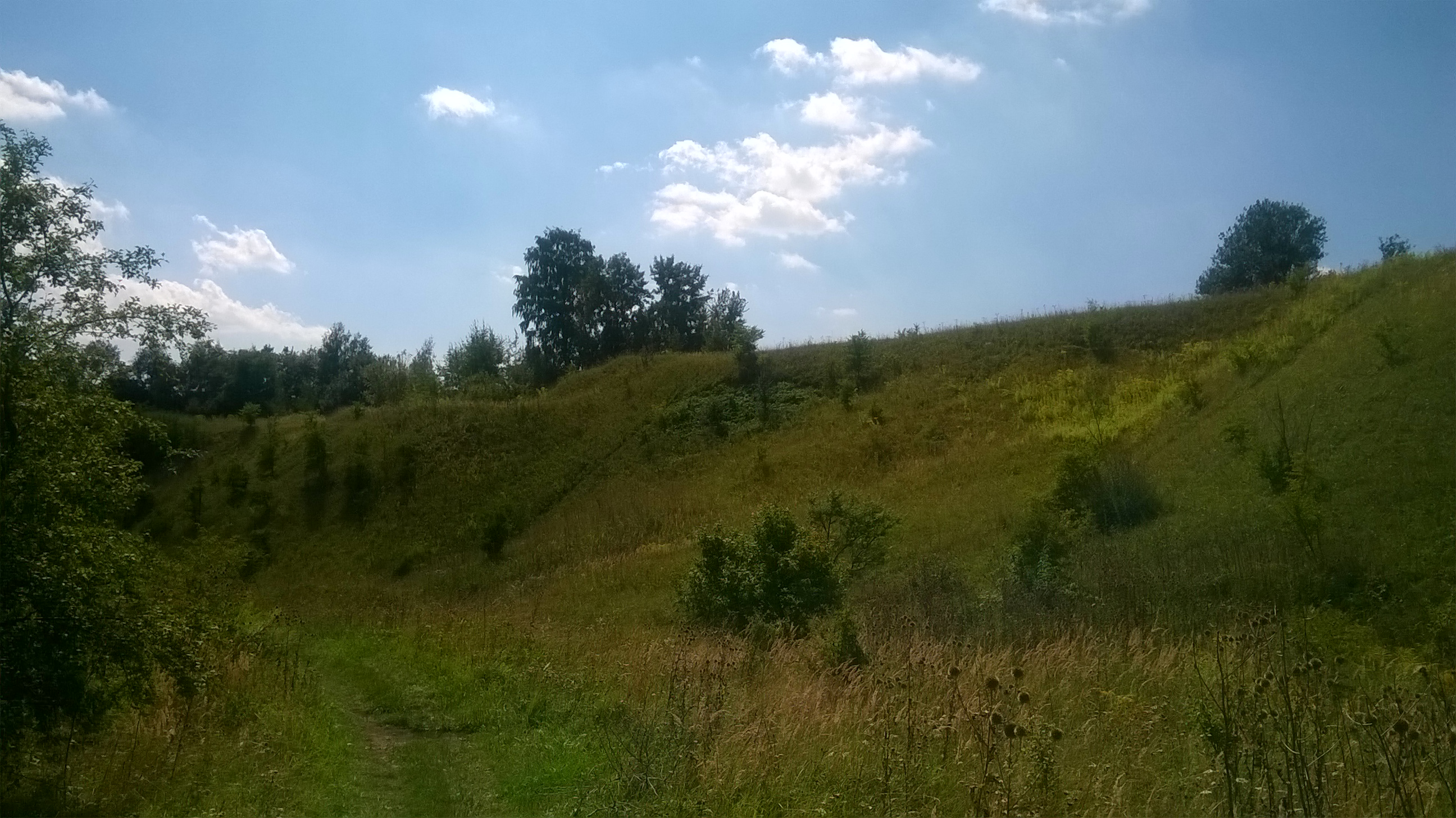
Zarośnięty dawny kamieniołom w Nakle Śląskim-Wapiennikach

Wapienniki obejmują kilka domostw zlokalizowanych za linią kolejową, wzdłuż ulicy Wapiennej. Na jej terenie znajduje się m.in. stacja przekaźnikowa BTS oraz trzy wapienniki będące pozostałością po istniejących na tym terenie od XVI wieku do 2003 roku zakładach przeróbki wapienia, prażalni dolomitu oraz wytwórni nawozów sztucznych.
Od końca lipca 2018 roku trwało postępowanie w sprawie wpisu trzech nakielskich wapienników do rejestru zabytków nieruchomych województwa śląskiego. Zostało ono umorzone 16 grudnia 2024 roku. Wapienniki figurują natomiast w gminnej ewidencji zabytków Gminy Świerklaniec .